# Outlook (correo electrónico)
Outlook, conocido anteriormente como Hotmail, MSN Hotmail, Windows Live Hotmail y Microsoft Hotmail, es el servicio de correo electrónico basado en la web de Microsoft.
Durante un período de transición entre el 31 de julio de 2012 y el 18 de febrero de 2013, las direcciones @outlook.com se ofrecieron a todos los usuarios, y quienes ya tenían cuenta en Hotmail pudieron optar por actualizarse voluntariamente a la interfaz de Outlook Hotmail que ofrecía un espacio de almacenamiento con medidas de seguridad patentadas, tecnología Ajax.
Outlook ofrece el lenguaje de diseño Metro o Modern UI, utilizado en Windows 8 e imita en cierta medida la interfaz gráfica del programa de escritorio Microsoft Outlook, aunque más simplificada.[cita requerida] El servicio es gratuito y totalmente independiente al tradicional Microsoft Outlook, este último mucho más completo y presenta la suite ofimática de Microsoft Office.
En junio de 2012 comScore Hotmail era el servicio de correo electrónico más grande del mundo para ese entonces, con 324 millones de miembros, seguido de Gmail y Yahoo! Mail, respectivamente. Estuvo disponible en 36 idiomas diferentes.
Los equipos de desarrollo y operaciones de Hotmail se encontraban en Mountain View, California. Cuando Hotmail Corporation era una empresa independiente, su sede estaba en Sunnyvale, California.

## Características
Su apariencia es sencilla y asemeja al diseño de Windows 8. También se eliminaron del todo los anuncios gráficos.
Permite conectarse con las redes sociales Facebook, Twitter y LinkedIn y operar en ellas (publicar mensajes, ver fotos, etc). Se puede chatear con contactos de Skype y Facebook, es posible usar Microsoft Office gratis en OneDrive desde la bandeja de entrada. Se pueden enviar archivos de hasta 300 MB. Finalmente, una herramienta novedosa es que permite ver vídeos de vínculos en línea a YouTube, sin necesidad de entrar a esa página.
En comparación con otros servicios de mensajería electrónica, Outlook.com ofrece algunas características únicas:

### Vista activa
Permite a los usuarios interactuar de forma directa con el contenido y las funcionalidades dentro de su mensaje de correo electrónico. Por ejemplo, cualquier foto que haya sido adjuntada al correo electrónico puede ser visualizada directamente utilizando la Vista Activa. Además, Outlook.com provee una plataforma que permite agregar y ver contenido y funcionalidades de varios sitios populares, tales como YouTube, Flickr, LinkedIn, e inclusive el Servicio postal de los Estados Unidos. Por ejemplo, los usuarios pueden ver un vídeo de YouTube directamente desde el correo electrónico cuando reciben un correo con el enlace hacia el vídeo por parte de otro usuario.
Otras funcionalidades de la Vista Activa incluyen el seguimiento en tiempo real del estado de un envío desde el Servicio Postal de los Estados Unidos y realizar actividades de redes sociales como LinkedIn directamente desde el correo.

### Integración con las aplicaciones web de Office
Outlook.com trae integrado las aplicaciones web de Office, que permiten ver y editar documentos Microsoft Word, Excel y PowerPoint que hayan sido adjuntados en el mensaje de correo con una calidad muy similar al paquete de escritorio. Los usuarios pueden abrir directamente archivos Office adjuntados desde el navegador, y guardarlos en su OneDrive. También permite editar cualquier documento Office recibido y responder al remitente con las versiones editadas de los documentos. Además de todo esto, los usuarios pueden enviar hasta 25GB de documentos Office (hasta 50MB cada uno).

### Hilos de conversación
Permite agrupar automáticamente los mensajes enviados y recibidos que pertenecen a la misma charla dentro del mismo hilo de la conversación, permitiendo a los usuarios navegar rápidamente entre todos los correos del mismo hilo de la conversación. Esta característica puede ser desactivada o no dependiendo de las preferencias del usuario.

### Barrer
Outlook.com ofrece una "escoba virtual", que permite a los usuarios borrar o mover mensajes de correo electrónico en grandes cantidades en carpetas específicas basadas en la información del remitente. Una vez que un "barrido" se lleva a cabo, el usuario puede optar por configurar Outlook.com para recordar los ajustes del barrido y realizar las mismas acciones en los futuros correos electrónicos. Los usuarios también pueden configurar reglas personalizadas para ciertos mensajes basados en la información del remitente o del destinatario, como por ejemplo el asunto del correo electrónico o archivos adjuntos al correo electrónico. También hay una opción para borrar / mover los mensajes que tengan más de una cantidad determinada de días, o sólo para mantener el último mensaje de un remitente.

## Historia

### Lanzamiento de Hotmail
Hotmail fue fundada por Sabeer Bhatia y Jack Smith como "HoTMaiL" y fue uno de los primeros servicios webmail en Internet junto a RocketMail de Four11 (posteriormente Yahoo! Mail) y también uno de los primeros gratuitos. Fue comercialmente lanzado el 4 de julio de 1996, día de la independencia estadounidense, simbolizando la «libertad» de correo ISP y la capacidad de bandeja de entrada de un usuario de acceso desde cualquier lugar del mundo. El nombre fue elegido "Hotmail" de muchas posibilidades que terminan en "-mail" como incluía las letras HTML – el lenguaje utilizado para crear páginas web (originalmente, esto se enfatizó con la secuencia de mayúsculas y minúsculas "HoTMaiL"). El límite de almacenamiento gratuito era de 2 MB. Hotmail inicialmente fue respaldado por la firma de capital de riesgo Draper Fisher Jurvetson. En diciembre de 1997, reportaron más de 8,50 millones de suscriptores. Hotmail inicialmente corrió bajo Solaris para servicios de correo y Apache en FreeBSD para servicios web antes de convertirse parte de los productos de Microsoft.

### MSN Hotmail
Hotmail fue vendido a Microsoft en diciembre de 1997 por $400 millones y lo unió a los servicios MSN rebautizándolo como MSN Hotmail Hotmail rápidamente ganó popularidad ya que fue lanzado para los diferentes mercados del mundo y se convirtió en servicio de webmail más grande del mundo, informando más de 30 millones de miembros activos en febrero de 1999. Hotmail originalmente se ejecutaba en una mezcla de sistemas operativos FreeBSD y Solaris. Se inició un proyecto para mover Hotmail a Windows 2000. En junio de 2001, Microsoft afirmó que esto había terminado; unos días más tarde se retractó y admitió que las funciones DNS del sistema Hotmail eran aún dependiente de FreeBSD. En 2002 Hotmail todavía corría su infraestructura en servidores Unix, simplemente el front-end fue convertido en Windows 2000. En 2012, algunos servidores todavía mostraban FreeBSD. El desarrollo posterior vio el servicio atado con el esquema de autenticación de Microsoft, Microsoft Passport (ahora Microsoft account) e integración con las redes sociales y la mensajería instantánea, MSN Messenger y MSN Spaces (ahora Windows Live Messenger y Windows Live Spaces, respectivamente).
Windows Live Hotmail comenzó 2011 con un paso en falso, se acumularon más de 400 páginas en sus foros con múltiples quejas de usuarios quienes de la noche a la mañana perdieron, en el peor de los casos, años enteros de correos electrónicos salvados, incluyendo carpetas y archivos adjuntos. En otros casos numerosas cuentas fueron canceladas y eliminadas desapareciendo todos los correos.

### Competencia
En 2004, Google anunció su propio servicio de correo, Gmail. Con mayor espacio de almacenamiento, velocidad y flexibilidad de interfaz, este nuevo competidor impulsó una ola de innovación en correos web. Los principales rivales ―Hotmail y Yahoo! Mail― introdujeron mejoras a sus servicios de correo electrónico con mayor rapidez, seguridad y características avanzadas. Aunque claramente Gmail estaba colocándose en una posición muy referente respecto los otros correos web como los datos indican.
Desde que Microsoft anunció que el sistema de correo electrónico Hotmail desaparecería, muchos empezaron a preguntarse qué significará para sus viejas cuentas, algunas de las cuales datan de 1996, cuando empezó el servicio.
Microsoft anunció que todas esas cuentas pasarían a formar parte de Outlook.com, el sistema de mensajería que forma parte de un conjunto de aplicaciones de la firma que ahora será ampliado.
Con este cambio la empresa de software promete a los usuarios todo tipo de ventajas: desde integrar las llamadas a través de Skype hasta dar solución a esos buzones de correo con más de 1000 mensajes sin borrar. Sin embargo, muchos se estarán preguntando a dónde irá a parar esa base de datos con mensajes conteniendo años de nuestra vida digital.
De este modo, especificó, "la dirección de correo electrónico, contraseña, contactos, viejos correos y normas de uso seguirán siendo iguales y se podrá seguir enviando y recibiendo correos desde la dirección @hotmail, @live o @msn.com".
James describe a Outlook.com como "el primer servicio de correo electrónico conectado a Facebook, Twitter, Linkedin, Google y muy pronto Skype". Un giro en el producto que según los analistas responde a la necesidad de ganarle terreno a la supremacía de Gmail y adaptarse a un mundo de computación en nube.

### Conectado a la nube
Para empezar, una de las soluciones que promete dar a los usuarios es terminar con esos buzones de correo sobrecargados de mensajes sin clasificar, algo que según Microsoft hace que la tarea de revisar el correo electrónico sea para muchos tediosa.
El nuevo sistema permite ordenar automáticamente los correos en distintas áreas, para distinguirlos entre los personales, boletines de noticias, notificaciones, actualizaciones en redes sociales, entre otros.
En definitiva, lo que ofrece Microsoft es una plataforma donde integrar todos los servicios que el usuario medio utiliza actualmente, incluyendo a la competencia. Por ejemplo, aquellos con una cuenta Gmail podrán añadir su cuenta al sistema de Outlook.com y usar los dos servicios de correo a la vez.
Otro de los problemas que nos encontramos al enviar un correo electrónico es el peso de los documentos adjuntos, sobre todo si son fotografías.
Es ahí donde entra en juego el papel de la tecnología en nube, en este caso del sistema de almacenamiento OneDrive de Microsoft.
Outlook.com estará conectado a este sistema permitiendo al usuario enviar fotos y otros documentos pesados, lo que algunos creen podría suponer una amenaza para el servicio en nube rival Google Drive, así como para otros sistemas como Dropbox o Sugarsync.
A pesar del anuncio a bombo y platillo de Microsoft de un sistema que promete ofrecer soluciones de futuro para los actuales usuarios de correo electrónico, algunos cuestionan su novedad.
Es el caso de Matt Cain de la firma consultora tecnológica Gartner quien hablando con BBC trató de restar importancia a la nueva iniciativa. "No hay nueva tecnología ahí: las herramientas de filtrado han estado ahí durante algún tiempo, así como la integración de redes sociales", explicó.
"Lo que es nuevo es la presentación más ordenada para el usuario y su integración con aplicaciones y Skydrive, así como la futura integración de Skype".

### Windows Live Hotmail
El nuevo sistema de correo electrónico de Microsoft se anunció el 1 de noviembre de 2005, bajo el nombre en código "Kahuna", y una versión beta fue lanzada a unos mil evaluadores. Otros entusiastas de webmail también con ganas de probar la versión beta podrían solicitar un acceso de concesión de la invitación. El nuevo servicio fue construido desde cero y destacó tres conceptos principales de ser "más rápido, más simple y más seguro". Nuevas versiones beta se implementaron durante el período de desarrollo, y a finales de 2006 el número de beta testers había alcanzado los millones.
Hotmail fue planeada para ser eliminada cuando Microsoft anunció que el nuevo sistema de correo sería llamado Windows Live Mail, pero los desarrolladores pronto se echaron atrás después de que los beta-testers estaban confundidos con el cambio de nombre y prefirieron el ya conocido nombre de Hotmail y decidieron en Windows Live Hotmail. Después de un período de pruebas beta, fue lanzado oficialmente a los usuarios nuevos y existentes en los países bajos el 9 de noviembre de 2006, como un mercado experimental. El desarrollo de la versión beta se terminó en abril de 2007, Windows Live Hotmail fue lanzado a nuevas inscripciones el 7 de mayo de 2007, como las cuentas de MSN Hotmail los 260 millones en todo el mundo tuvieron acceso al nuevo sistema. La interfaz de MSN Hotmail antigua era accesible solo por usuarios registrados antes de la fecha de lanzamiento de Windows Live Hotmail y que no habían elegido para actualizar el nuevo servicio. La puesta en marcha a todos los usuarios existentes se completó en octubre de 2007.
El 18 de mayo de 2010, Microsoft dio a conocer la "Wave 4" una actualización de Hotmail, que ofrecía funciones como un 1 clic en filtros, vistas activas, bandeja de entrada de barrido y 10 GB de espacio para fotos, documentos de Microsoft Office y archivos adjuntos. También incluye integración con Windows Live SkyDrive y Windows Live Office, una versión libre de la suite de Microsoft Office Web Apps. La nueva versión comenzó su liberación gradual a todos los usuarios de Hotmail el 15 de junio de 2010 y fue completado el 3 de agosto de 2010. Exchange ActiveSync fue habilitada para todos los usuarios de Hotmail en 30 de agosto de 2010, permitiendo a los usuarios sincronizar su correo, contactos, calendario y tareas para sus dispositivos móviles que soportasen el Protocolo. Además de full-sesión SSL fue lanzado el 9 de noviembre de 2010 aunque esta última frase es un poco errónea ya que realmente no comparte el mismo cifrado que Gmail.

### De Hotmail a Outlook

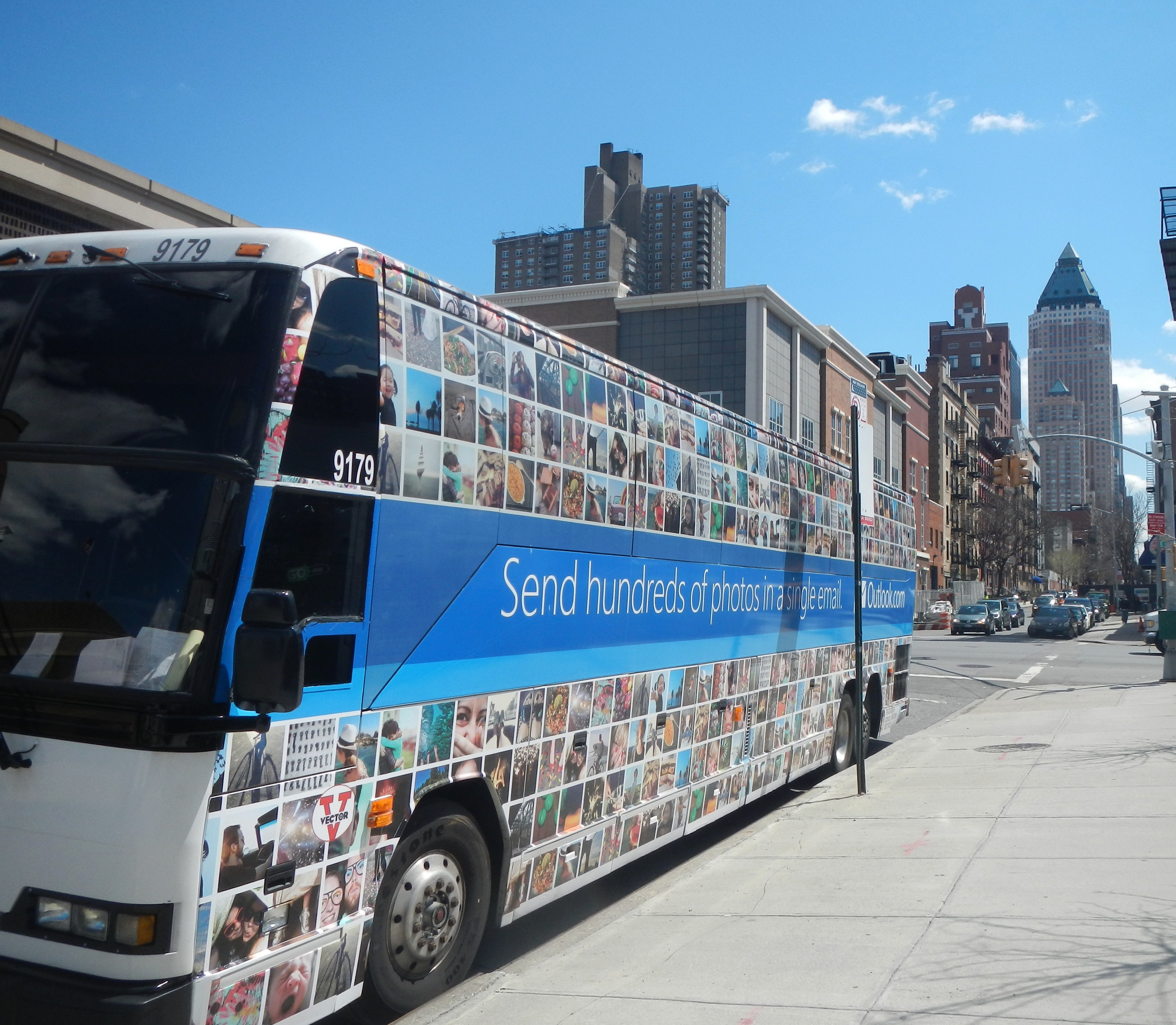
Publicidad de Outlook en la parte lateral de un bus

El 19 de febrero de 2013, Microsoft publicó que iniciaba la migración de cuentas Hotmail a la nueva plataforma de correo Outlook. La migración de las cuentas Hotmail hacia Outlook se dio sin intervención del usuario. Desde ese entonces los usuarios contaron con la nueva interfaz de Outlook, que Microsoft describió como más limpia, intuitiva, sin que eso signifique la pérdida de los correos anteriores, o que los nuevos que les envíen los puedan perder, ya que todo seguiría funcionando de la misma manera, solo que ahora cambiaba la apariencia y el nombre. El 3 de mayo de 2013 Microsoft anuncia oficialmente el fin de la migración de Hotmail a Outlook con el proceso de migración final llevando seis semanas, y marcó el traslado de 150 petabytes de información y más de 300 millones de usuarios que utilizaban Hotmail, y sumados a los nuevos que ya utilizaban Outlook, se alcanzó la cifra de 400 millones de los cuales más de 125 millones correspondían a usuarios móviles.
Además del anuncio de la terminación de Hotmail, Microsoft también reveló la integración de dos nuevas herramientas en Outlook: El envío de mensajes a través de SMTP y, tornándolo aún más completo, el servicio en la nube SkyDrive.

### Novedades y cambios en el 2014

Logotipo anterior de Outlook utilizado entre 2013 y 2018

En 2014 Outlook realizó cambios nivel de diseño y seguridad. Asimismo, durante ese año Outlook.com adquirió el gestor de correo Acompli. Esta aplicación se caracteriza por gestionar distintas cuentas de correo, calendarios, servicios de almacenamiento y contactos de forma unificada.
Outlook.com introdujo Reglas avanzadas para que el usuario tenga más control sobre sus correos electrónicos. Reglas avanzadas se sumaron a la herramienta Limpiar para conseguir una bandeja de entrada personalizada y ordenada. Las Reglas avanzadas permiten crear reglas basadas en condiciones que determinan ciertas acciones. Por ejemplo: Si el correo tiene más de diez días, su estado es no leído y el asunto contiene determinada palabra establecer una Marca.
En 2014 la integración de Outlook.com y Skype se habilitó en todo el mundo para que los usuarios puedan realizar llamadas y videollamadas desde la bandeja de entrada. En el transcurso del año Outlook.com estrenó un nuevo lanzador de aplicaciones para acceder a Contactos, Calendarios OneDrive y los programas Office Online. También renovó la página de configuración de la cuenta con diseño más limpio.
Outlook.com aprovechó la integración con OneDrive para que los usuarios pudiesen enviar correos de hasta de 10 GB de con la herramienta Compartir desde OneDrive. También incluyó nuevos términos de uso que dejan en claro qué información Microsoft utiliza con fines publicitarios y qué información mantiene bajo absoluta reserva.

## Política antispamy filtrado
Hotmail con frecuencia era utilizado por los spammers para fines ilícitos como basura o cadena de correo y marketing no deseado, debido a su amplia disponibilidad, su popularidad y su facilidad de registro de nuevas cuentas. Sin embargo, Outlook no tolera esta práctica, y las cuentas que participan en estas actividades son canceladas sin previo aviso.